# Federazione di rugby a 15 dello Sri Lanka
La Federazione Rugby XV dello Sri Lanka è l'organo che governa il Rugby a 15 a Sri Lanka.
Affiliata all'International Rugby Board, è inclusa fra le nazionali di terzo livello senza esperienze di Coppa del Mondo.